# Dilophus febrilis
Dilophus febrilis är en tvåvingeart som först beskrevs av Carl von Linné 1758.  Dilophus febrilis ingår i släktet Dilophus och familjen hårmyggor. Arten är reproducerande i Sverige. Inga underarter finns listade i Catalogue of Life.

## Bildgalleri

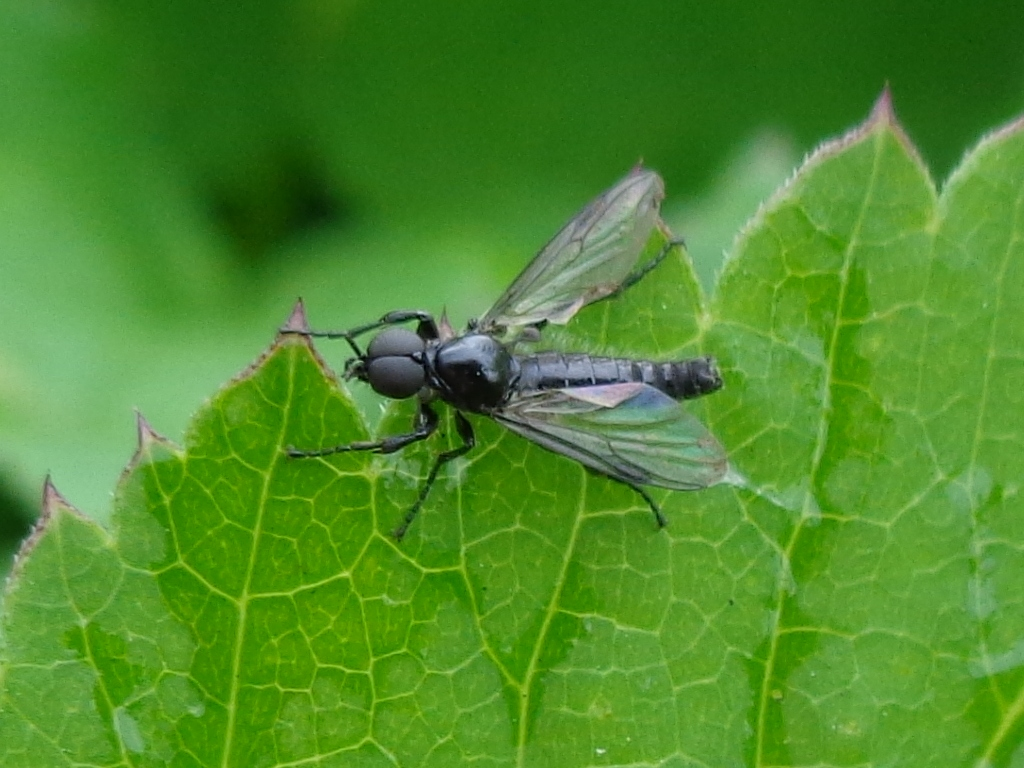
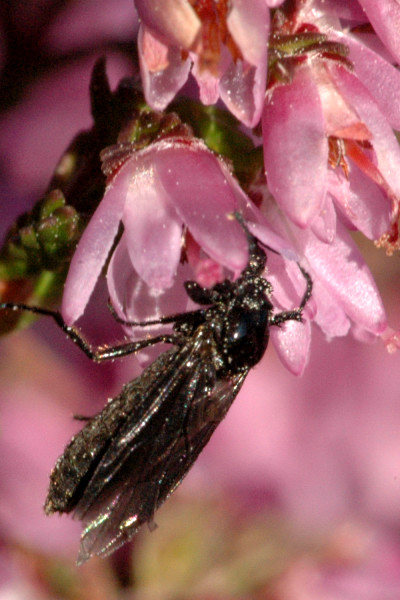
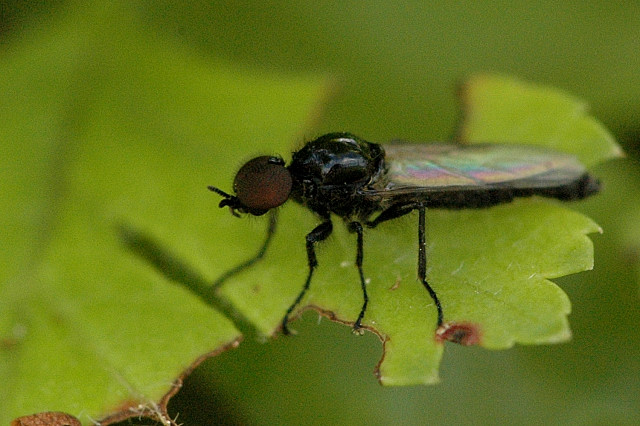
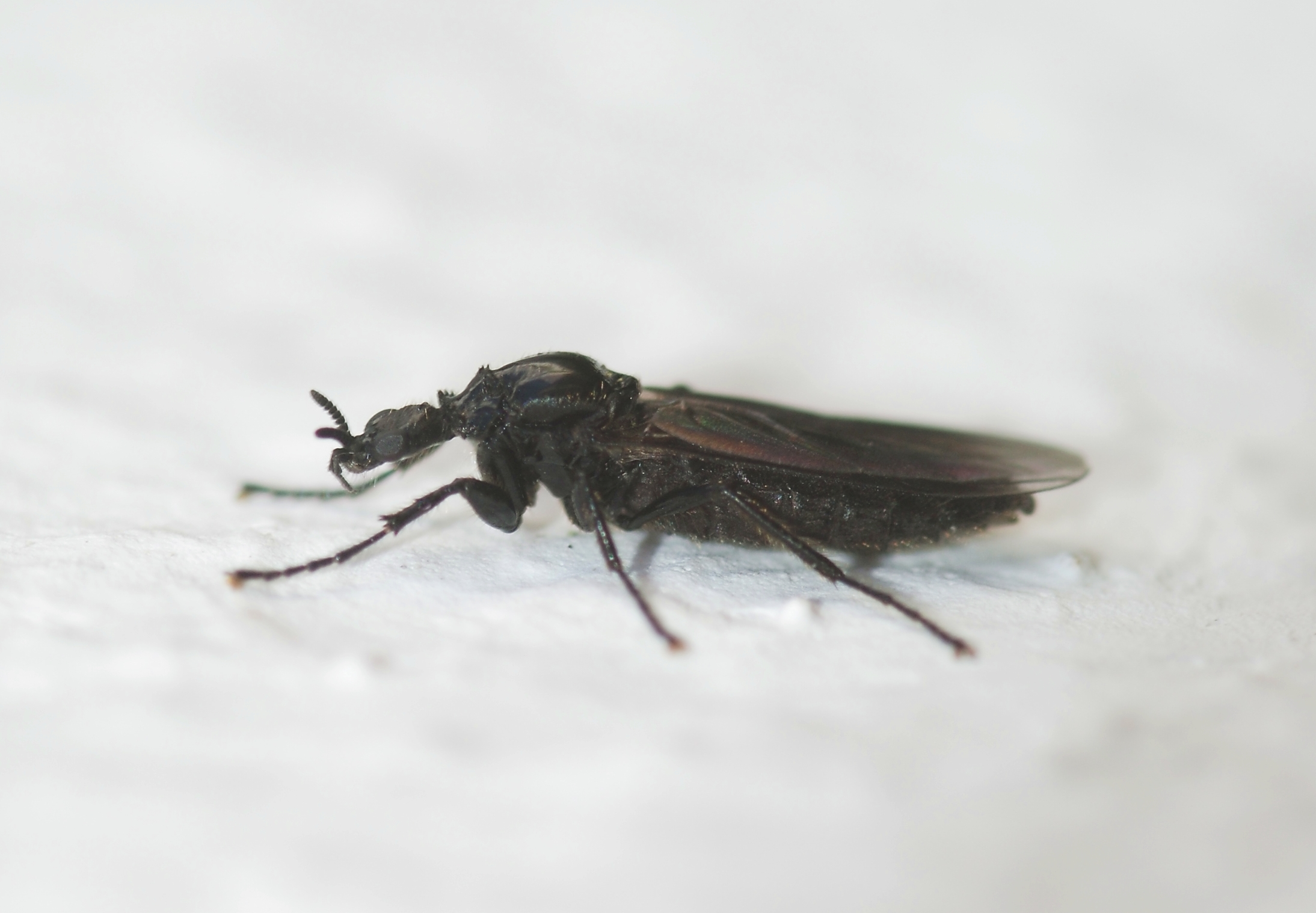